# Pabellón Anexo
El Pabellón Anexo (en portugués: Pavilhão Anexo) es un pabellón deportivo estatal del país africano de Angola que se encuentra específicamente en el Complexo Desportivo da Cidadela (Complejo deportivo de la Ciudadela), en la capital nacional, la ciudad de Luanda. El estadio, con una capacidad de 1500 asientos, es el segundo que se construyó en el Complejo Cidadela Deportes, siguiendo el otro el Pavilhão da Cidadela (Pabellón de la Ciudadela). Tiene suelos de madera y marcador electrónico y está listo para deportes como el baloncesto, balonmano, voleibol y hockey sobre patines.